# Joaquín París Ricaurte
 (juillet 2012).
Joaquín París Ricaurte, né le 18 août 1795 à Bogota et mort le 2 octobre 1868 à Honda, est un militaire et homme politique colombien, fils cadet du capitaine et noble espagnol José Martín París Álvarez (es) et de Genoveva Ricaurte Mauris (es), tous deux artisans de l'indépendance de la Colombie.

## Famille

### Ascendance
|  |                                                    |  |  |  |  |  |  |  |  |  |  |  |  |  |  |  |
|  | 16. Tomás París Torres                             |  |  |  |  |  |  |  |  |  |  |  |  |  |  |  |
|  |                                                    |  |  |  |  |  |  |  |  |  |  |  |  |  |  |  |
|  |                                                    |  |  |  |  |  |  |  |  |  |  |  |  |  |  |  |
|  | 8. Francisco París Martínez                        |  |  |  |  |  |  |  |  |  |  |  |  |  |  |  |
|  |                                                    |  |  |  |  |  |  |  |  |  |  |  |  |  |  |  |
|  |                                                    |  |  |  |  |  |  |  |  |  |  |  |  |  |  |  |
|  | 17. María Martínez                                 |  |  |  |  |  |  |  |  |  |  |  |  |  |  |  |
|  |                                                    |  |  |  |  |  |  |  |  |  |  |  |  |  |  |  |
|  |                                                    |  |  |  |  |  |  |  |  |  |  |  |  |  |  |  |
|  | 4. Francisco Vicente París Marín                   |  |  |  |  |  |  |  |  |  |  |  |  |  |  |  |
|  |                                                    |  |  |  |  |  |  |  |  |  |  |  |  |  |  |  |
|  |                                                    |  |  |  |  |  |  |  |  |  |  |  |  |  |  |  |
|  | 9. Inés Marín Barbero                              |  |  |  |  |  |  |  |  |  |  |  |  |  |  |  |
|  |                                                    |  |  |  |  |  |  |  |  |  |  |  |  |  |  |  |
|  |                                                    |  |  |  |  |  |  |  |  |  |  |  |  |  |  |  |
|  | 2. Joseph Martín París Alvarez                     |  |  |  |  |  |  |  |  |  |  |  |  |  |  |  |
|  |                                                    |  |  |  |  |  |  |  |  |  |  |  |  |  |  |  |
|  |                                                    |  |  |  |  |  |  |  |  |  |  |  |  |  |  |  |
|  | 10. Juan Alvarez Siruelo                           |  |  |  |  |  |  |  |  |  |  |  |  |  |  |  |
|  |                                                    |  |  |  |  |  |  |  |  |  |  |  |  |  |  |  |
|  |                                                    |  |  |  |  |  |  |  |  |  |  |  |  |  |  |  |
|  | 5. Vicenta Alvarez Siruelo                         |  |  |  |  |  |  |  |  |  |  |  |  |  |  |  |
|  |                                                    |  |  |  |  |  |  |  |  |  |  |  |  |  |  |  |
|  |                                                    |  |  |  |  |  |  |  |  |  |  |  |  |  |  |  |
|  | 11. Isabel Martínez Vollero                        |  |  |  |  |  |  |  |  |  |  |  |  |  |  |  |
|  |                                                    |  |  |  |  |  |  |  |  |  |  |  |  |  |  |  |
|  |                                                    |  |  |  |  |  |  |  |  |  |  |  |  |  |  |  |
|  | 1. Joaquín París Ricaurte                          |  |  |  |  |  |  |  |  |  |  |  |  |  |  |  |
|  |                                                    |  |  |  |  |  |  |  |  |  |  |  |  |  |  |  |
|  |                                                    |  |  |  |  |  |  |  |  |  |  |  |  |  |  |  |
|  | 24. José Ricaurte Verdugo                          |  |  |  |  |  |  |  |  |  |  |  |  |  |  |  |
|  |                                                    |  |  |  |  |  |  |  |  |  |  |  |  |  |  |  |
|  |                                                    |  |  |  |  |  |  |  |  |  |  |  |  |  |  |  |
|  | 12. José Salvador Ricaurte León                    |  |  |  |  |  |  |  |  |  |  |  |  |  |  |  |
|  |                                                    |  |  |  |  |  |  |  |  |  |  |  |  |  |  |  |
|  |                                                    |  |  |  |  |  |  |  |  |  |  |  |  |  |  |  |
|  | 25. Ana León Castellanos                           |  |  |  |  |  |  |  |  |  |  |  |  |  |  |  |
|  |                                                    |  |  |  |  |  |  |  |  |  |  |  |  |  |  |  |
|  |                                                    |  |  |  |  |  |  |  |  |  |  |  |  |  |  |  |
|  | 6. Rafael Ricaurte Terreros                        |  |  |  |  |  |  |  |  |  |  |  |  |  |  |  |
|  |                                                    |  |  |  |  |  |  |  |  |  |  |  |  |  |  |  |
|  |                                                    |  |  |  |  |  |  |  |  |  |  |  |  |  |  |  |
|  | 26. Agustín Terreros Villarreal                    |  |  |  |  |  |  |  |  |  |  |  |  |  |  |  |
|  |                                                    |  |  |  |  |  |  |  |  |  |  |  |  |  |  |  |
|  |                                                    |  |  |  |  |  |  |  |  |  |  |  |  |  |  |  |
|  | 13. Francisca Terreros Villarreal                  |  |  |  |  |  |  |  |  |  |  |  |  |  |  |  |
|  |                                                    |  |  |  |  |  |  |  |  |  |  |  |  |  |  |  |
|  |                                                    |  |  |  |  |  |  |  |  |  |  |  |  |  |  |  |
|  | 27. Mariana Villarreal Arizeta                     |  |  |  |  |  |  |  |  |  |  |  |  |  |  |  |
|  |                                                    |  |  |  |  |  |  |  |  |  |  |  |  |  |  |  |
|  |                                                    |  |  |  |  |  |  |  |  |  |  |  |  |  |  |  |
|  | 3. María Andrea Genoveva Ricaurte Mauris de Posada |  |  |  |  |  |  |  |  |  |  |  |  |  |  |  |
|  |                                                    |  |  |  |  |  |  |  |  |  |  |  |  |  |  |  |
|  |                                                    |  |  |  |  |  |  |  |  |  |  |  |  |  |  |  |
|  | 28. Domingo Mauris                                 |  |  |  |  |  |  |  |  |  |  |  |  |  |  |  |
|  |                                                    |  |  |  |  |  |  |  |  |  |  |  |  |  |  |  |
|  |                                                    |  |  |  |  |  |  |  |  |  |  |  |  |  |  |  |
|  | 14. Manuel Mauris López                            |  |  |  |  |  |  |  |  |  |  |  |  |  |  |  |
|  |                                                    |  |  |  |  |  |  |  |  |  |  |  |  |  |  |  |
|  |                                                    |  |  |  |  |  |  |  |  |  |  |  |  |  |  |  |
|  | 29. Dominga López Llanes                           |  |  |  |  |  |  |  |  |  |  |  |  |  |  |  |
|  |                                                    |  |  |  |  |  |  |  |  |  |  |  |  |  |  |  |
|  |                                                    |  |  |  |  |  |  |  |  |  |  |  |  |  |  |  |
|  | 7. María Ingacia Mauris de Posada Berdalles        |  |  |  |  |  |  |  |  |  |  |  |  |  |  |  |
|  |                                                    |  |  |  |  |  |  |  |  |  |  |  |  |  |  |  |
|  |                                                    |  |  |  |  |  |  |  |  |  |  |  |  |  |  |  |
|  | 30. Manuel Posada Berdalles                        |  |  |  |  |  |  |  |  |  |  |  |  |  |  |  |
|  |                                                    |  |  |  |  |  |  |  |  |  |  |  |  |  |  |  |
|  |                                                    |  |  |  |  |  |  |  |  |  |  |  |  |  |  |  |
|  | 15. Liberata Ignacia Berdalles Posada              |  |  |  |  |  |  |  |  |  |  |  |  |  |  |  |
|  |                                                    |  |  |  |  |  |  |  |  |  |  |  |  |  |  |  |
|  |                                                    |  |  |  |  |  |  |  |  |  |  |  |  |  |  |  |
|  | 31. Jerónima Alvarez del Pino García de Ordás      |  |  |  |  |  |  |  |  |  |  |  |  |  |  |  |
|  |                                                    |  |  |  |  |  |  |  |  |  |  |  |  |  |  |  |
|  |                                                    |  |  |  |  |  |  |  |  |  |  |  |  |  |  |  |

### Descendance
Joaquín París épouse à Bogota le 8 février 1820 María Dolores De la Roche Domínguez, fille de José Manuel De la Roche O'Ryan et María Josefa Domínguez Del Castillo. 
Ils sont les parents de Pedro María París De la Roche, Celestino París De la Roche, Fidel París De la Roche, Virginia París De la Roche, José Manuel París De la Roche, José Vicente París De la Roche, José Joaquín París De la Roche, María Josefa París De la Roche, Mariano París De la Roche et Vicente París De la Roche.

## Carrière militaire

### Campagne du Sud avec Nariño
Joaquín París « ticho » rejoint l'armée le 20 juillet 1810 à seulement 14 ans comme officier d'infanterie. Il marcha avec les troupes du colonel Del Castillo, qui combat à Angostura de La Grita, prenant des mesures importantes qui lui valent une promotion au grade de capitaine. L'abandon de Del Castillo du commandement fait passer París sous les ordres de Simón Bolívar. Il marche avec le général Antonio Nariño en juin 1813 pour expulser les troupes espagnoles qui contrôlent le sud et sont commandées par le colonel Juan de Sámano. París participe aux victoires Palacé (13 décembre 1813) et Calibío (15 janvier 1814), qui forcent Samano à se retirer vers Pasto, ville vers laquelle se met en marche l'armée de Nariño et où le capitaine París est blessé. Le 9 mai, París reçoit du général de Nariño l'Ordre des Juanambu, médaille obtenue par ceux qui se trouvaient dans la bataille dix jours auparavant sur le site et au cours de laquelle les troupes patriotes ont vaincu mille trois cents royalistes. Les victoires de Cebollas le 4 juin de Tacines le 9 du même mois mettent à contribution le jeune soldat, qui entre triomphalement à Pasto avec le général Nariño, s'attendant à une ovation de la population, mais celle-ci finit par les prendre en embuscade. Le général Nariño perd le contrôle de son cheval et est cloué sur le sol par le poids de la bête. París remarque la mésaventure de son commandant et le couvre pour l'aider à s'échapper, mais plus tard, ne trouvant pas de renforts militaires, Nariño décide de se rendre. París se rend à Popayán et se joint aux troupes du général José María Cabal, qui affronte les Espagnols à Las Vegas de Riopalo et les vainc le 5 juillet 1815. De retour à Popayán, Cabal promeut París au grade de major.

### Prison et exil
Lorsque les troupes de Pablo Morillo arrivent à la reconquête de la Nouvelle-Grenade et leur entrée à Bogota devient imminente, le général Cabal envoie depuis Popayan un groupe d'escorte dont fait partie París pour ramener le président José Fernández Madrid. L'équipe arrive en avril 1816 et repart au sud avec le président. París convainc son frère Jose Ignacio de rejoindre également le Sud avec son grade de capitaine. Les défaites des patriotes se succèdent et la situation devient ingérable, ce qui incite Fernandez à démissionner de la présidence et Cabal du commandement de l'armée en faveur du général Liborio Mejía, qui trouve comme seule sortie l'attaque des troupes espagnoles de Sámano stationnées sur la Cuchilla del Tambo. Pour ce faire, il organise un bataillon de cavalerie et deux d'infanterie, nommant à París commandant de l'un de ces derniers. Mejía attaque Sámano le 29 mai et malgré le courage de ses hommes, la supériorité de l'ennemi prévaut, aboutissant à la plus douloureuse des défaites, qui anéantit pratiquement l'armée patriote. Mejía et París réussissent à s'échapper avec un petit groupe d'hommes.
París parvient à La Plata, où il trouve une base de l'armée avec 150 hommes qu'il rejoint pour attaquer le 10 juin les troupes de Charles Torla, trois fois supérieures en nombre. París réussit à nouveau à sauver sa vie en étant monté sur une mule par Rafael Cuervo, Francisco Florido, Vicente Holguín et José María Pino, qui notent que le jeune officier a une blessure ouverte à l'épaule qu'il a reçue dans la bataille de Tambo. La difficulté de la fuite est mémorable : la mule et son chargement glissent dans un ravin, mais les deux sont saufs. Ils prennent ensuite un chemin sur lequel plusieurs tonnes de terre menacent de s'effondrer sur eux, puis arrivent à une rivière sans pont et tandis que l'officier tente de confectionner une embarcation pour traverser les troupes royalistes s'approchent du lieu, obligeant París à se mettre à couvert. La nuit et le matin passent, París laissent là les troupes ennemies et s'éloigne pour trouver de la nourriture, mais dès qu'il atteint le premier village il est trahi, arrêté et remis aux royalistes qui rôdaient dans la place. Ceux-ci enchaînent les détenus par paires pour rejoindre Popayán, une ville dans laquelle París souffre de la ((es)) quinto de muerte⇔. Puis il est envoyé à Santafe pour être jugé par la cour martiale, qui le condamne à seize ans de prison à Puerto Cabello. Après avoir entendu sa sentence, París demande à être autorisé à rendre visite à son père qui est supposé être dans la même prison que lui, mais se voit refuser sa demande.
En novembre 1816, París est emmené avec d'autres prisonniers et marche jusqu'au port de Maracaibo, où est amarrée une goélette qui les emmène en prison. En mer, ils sont attaqués par un corsaire, le 1er mars 1817, et tous les occupants sont tués, à l'exception de l'épouse d'un officier espagnol et de Paris, pour avoir été le seul prisonnier qui n'a pas demandé d'enlever ses chaînes. Le major et la femme sont abandonnés sur la première plage. Les survivants sont secourus par un Noir de passage sur un âne pour recueillir l'eau dans un ruisseau voisin, qui les conduit à un moulin où on leur indique de prendre un bateau à Curaçao, les billets étant payés avec une pièce d'or soustraite aux pirates. La jeune veuve trouve plusieurs espagnols sur l'île qui l'aident à retourner dans sa patrie, tandis que Paris endure une période de sept mois de mendicité absolue, qui s'achève finalement avec l'aide de son ami Manuel Antonio Martinez Arrubla, qui le reconnait après avoir débarqué dans l'île quelques jours plus tôt. Récupéré, il rejoint le port vénézuélien de Cumaná, où il rejoint en tant que commandant adjoint le bataillon commandé par le général Juan José Flores, sur la recommandation de don Francisco Antonio Zea, qu'il trouve là. Le 4 mars 1818, París est nommé aide de camp de l'amiral Luis Brión.

### Campagne libératrice
Le général Bolívar continue à se battre pour la libération au Venezuela et ordonné la création d'une division d'avant-garde en Casanare qui a pour mission de permettre l'avancée de ses troupes en Nouvelle-Grenade. À la tête de ce corps se trouve le colonel Francisco de Paula Santander. Le major París, y dirige le recrutement des soldats, qui, après avoir été réunis en nombre suffisant, sont divisés en plusieurs bataillons, dont celui nommé Bogotá - Cazadores de Vanguardia, où trouve París en tant que commandant adjoint. Cette division est rejointe par l'armée de Bolívar le 11 juin 1819 à Tame avant de commencer l'ascension de la cordillère Orientale des Andes, gagner la bataille de Paya, une action qui n'a pas fait de ravages dans les rangs des patriotes contrairement à la traversée du páramo de Pisba, qui a fait de nombreuses victimes en raison des conditions difficiles, y compris le colonel Arredondo, commandant du bataillon Bogotá, ce qui laisse son commandement entre les mains de París qui, avec ses hommes, est le premier à franchir la barrière naturelle et à entrer dans la municipalité de Socha, où avec une grande habileté il parvient à redonner à l'armée libératrice l'appui logistique nécessaire, une action qui lui vaut une grande reconnaissance.
Bolívar commence à attaquer les troupes du colonel José María Barreiro, qui contrôlent l'accès à Bogota. Les royalistes repèrent les patriotes et les affronte à Gámeza, ce qui pousse Bolivar à s'installer à Tasco, sur la rive est du río Chicamocha. De là vient la division d'avant-garde pour attaquer de nouveau, le major París se postant près de Tópaga, longeant un mur de pierre dont le général Santander s'aperçoit qu'il permet facilement à Barreiro une d'attaquer par le flanc. Aussi le général suggère l'officier de se déplacer, à quoi París répond : « Je ne me déclarerai pas défait avant que les espagnols me vainquent en combat loyal », persistant dans son emplacement et procédant à l'attaque avec une audace particulière la route de Gámeza. Dans l'action, une balle atteint la nuque de Santander, París vient au secours de son commandant, mais constate que la balle n'a pas pénétré la peau. Le courage de París ce jour-là, 24 juillet 1819, fait que Bolívar le promeut au grade de lieutenant-colonel.
L'armée libératrice vainc Barreiro lors de la bataille du Pantano de Vargas, près de Paipa, et atteignent Tunja le 5 août. Dans la ville, les troupes patriotes reçoivent beaucoup de soutien en vivres, hommes, armes et uniformes. De là, elles partent pour Santafe, et sur le pont du río Teatinos, ou pont de Boyacá, livre leur ultime bataille. Un bataillon espagnol attaque le premier groupe de patriotes qui apparait à l'horizon. París tend une embuscade à ce groupe et reçoit l'ordre d'attaquer le colonel Francisco Jimenez pour traverser et prendre le contrôle du pont. Lors de sa première tentative, París tombe au sol après que son cheval ait été blessé. La scène se répète à nouveau, mais à la troisième tentative, appuyée par les bataillons Nueva Granada et Guías de Vanguardia, atteint l'objectif et remporte donc la victoire. Les Cazadores de Vanguardia continuent vers Ventaquemada à la poursuite de l'ennemi repoussé, et capturent les commandants et leur troupe. Barreiro, comptant parmi les prisonniers, est conduit à Santafé par París.
Apprenant la victoire patriote, le vice-roi espagnol Juan de Sámano s'enfuit de Santafé. L'armée libératrice entre dans Bogota sans résistance le 10 août 1819. Le colonel Barreiro ainsi que 38 autres officiers espagnols sont exécutés à Bogota le 11 octobre 1819, suivant le décret de guerre à mort.

### Campagnes du Sud
De Quito, restée sous le contrôle des royalistes, des espagnols et prennent et annexent Popayán. París reçoit l'ordre de se rendre à Neiva et de là de poursuivre les troupes du colonel Calzada pour libérer le Sud. París s'est engagé auprès de María Dolores De la Roche, et demande la permission de l'épouser. À ce moment-là, il le gouverneur de Popayán, qui est l'oncle de sa future épouse, tente de ramener l'ordre et est tué dans l'action près de Buga. París, qui est resté caché à Buga, rassemble des troupes et marche vers le sud, forçant les royalistes à marcher jusqu'à Pasto. Paris, afin de vérifier la mort du gouverneur, entre dans Popayán. Là, demande à nouveau la permission de se marier, qui lui est accordée. Il abandonnant son poste de commandant du bataillon cazadores au colonel Antonio Obando, et assume le gouvernement de Neiva, pouvant enfin célébrer ses noces.
La nouvelle situation de París est de courte durée. Popayán tombe de nouveau et le gouverneur doit aller récupérer le contrôle de cette ville stratégique. Les troupes attaquent et réussissent à vaincre le colonel royaliste José María Obando. París apprend que le commandant a été blessé et a trouvé refuge à proximité. Il ordonne l'envoi d'un médecin au lieu d'une escorte qui l'aurait capturé. Obando, reconnaissant, remet à Paris un cheval lui appartenant. Paris lui envoie en cadeau une épée accompagnée d'une note lui demandant de ne pas l'utiliser contre la Patrie, à laquelle Obando répond par écrit qu'il ne l'utiliserait pas contre lui bien qu'il ait à défendre le roi. Ce geste de París incitera plus tard Obando à rejoindre l'armée de Nouvelle-Grenade.
Popayán reprise, Bolívar se déplace vers le sud pour libérer Quito. París marche à l'avant-garde, ouvrant la voie à des troupes vers Pasto, au río Juanambú et au cerro Chaguarbamba, atteignant une ferme appelée Bomboná, où les troupes royalistes sont concentrées sous les ordres de Basilio García. Les Espagnols sont étonnés d'être attaqués, étant donné le poids des troupes commandées par le général Pedro León Torres (es). Ce dernier est blessé et laisse le commandement au colonel Lucas Carvajal. Blessé à son tour, il cède sa position au lieutenant-colonel París, qui est à la pointe de la lutte en dépit d'avoir une de ses mains brisée. Bolívar remarqué la blessure et lui fait appeler pour être relevé. París répond qu'il n'a pas été remplacé et continue son action jusqu'à ce qu'il tombe inconscient à cause de la quantité de sang qu'il a perdue. La victoire est obtenue, mais Paris est écarté de la campagne à cause de sa santé. Bolívar lui décerne le grade de colonel et l'envoie à Bogota pour récupérer, avec le poste de commandant de la garnison de la capitale. Les deux doigts de sa main gauche perdus dans la bataille de Bomboná, lui ont valu le surnom de « El Manco de Bomboná ».

## Carrière politique

### Vie républicaine
En août 1822, París revint dans la capitale en étant nommé commandant général du département de Cundinamarca. Il accède au grade de général le 2 octobre 1827 et agit avec empressement dans la défense de Bolívar après la conspiration de septembre.
Sa conduite, très bolivarienne, conduit à ce que la persécution que les santandéristes commencent en 1831 contre les hommes fidèles à Bolívar leur fasse demander la tête du général París au président Obando, ce qu'il refuse. De toutes manières, París demande ((es)) letras de cuartel⇔ en 1832 et prend finalement sa retraite en 1836. Toutefois, avant la guerre civile de 1840, lorsque le général Obando se révolte contre le gouvernement du président Marquez, incitant d'autres généraux à imiter son comportement dans le reste du pays, París est rappelé au service actif en tant que commandant de la IIe Division de l'armée, celle-ci ayant à sa tête le général Pedro Alcántara Herrán. Il marche jusqu'à Pasto et défait les troupes du colonel Vezga. Il est nommé par le gouvernement commandant militaire de la province, puis reprend le poste de commandant général de Cundinamarca, sans perdre le commandement de la IIe division.
La révolution est réprimée et Herrán est élu président en 1841. L'armée est organisée en quatre divisions, avec París commandant la quatrième, qui a compétence dans les provinces de Bogota, Mariquita et Antioquia, cette dernière étant aux mains du colonel Salvador Córdova Muñoz, le frère de José María. Les quatre divisions marchent pour récupérer Antioquia car la division de Paris ne peut le faire seule. Córdova est vaincu avec beaucoup de difficulté, et le pays entre dans une ère de relative stabilité. París a l'occasion de promouvoir et de participer à des initiatives culturelles, fondant la Société militaire, qu'il sert comme vice-président, et la Société philharmonique de Bogota. En juin 1843, il est nommé par le président Herran en tant que Secrétaire à la Guerre.

### Designado presidencial
La naissance du parti libéral en 1848 et du parti conservateur en 1849 conduit París à rejoindre ce dernier, présidé par Mariano Ospina Rodríguez. Celui-ci dirige une forte opposition au gouvernement libéral du général José Hilario López qui se caractérise par une exagération de sa flexibilité et la promotion d'orientations anarchiques. París se retire de nouveau de l'armée en 1850 et s'écarte pendant l'insurrection armée que commencent ses con-partisans. Le général López ordonne l'arrestation d'Ospina et accuse les dirigeants conservateurs de fomenter une rébellion. Comme Paris reçoit constamment dans sa maison la visite des dirigeants du parti, il est inclus dans la liste des rebelles, est arrêté le temps que le gouvernement vérifie qu'il était hors de cause et finalement libéré.
Le général Obando succède à López à la présidence. Il fait modifier la constitution de 1843 pour tenter de normaliser la situation, l'ordre public ayant été mis à mal par la confrontation permanente entre conservateurs et libéraux qui a conduit à des événements tragiques comme l'assassinat du jeune Antonio París Sanz de Santamaría (es), neveu du général Joaquín. L'instabilité est utilisé par le général José María Melo, neveu du général París, qui agit en tant que commandant de l'armée et dirige un coup d'État qui renverse Obando le 14 avril 1854. Cela conduit Joaquín París à quitter Bogota accompagné par le colonel Manuel Arjona Lizarralde, le capitaine Severo Rueda, et son fils le lieutenant Mariano París De la Roche, pour arriver en mars à Anapoima, où il reçoit l'adhésion de plusieurs citoyens. Melo envoie des troupes pour prendre La Mesa et prévenir le retour des forces gouvernementales à Bogota, mais dès que le commandant de l'unité apprend que París allait attaquer la place, il se retire de la municipalité pour éviter d'avoir à faire face à cette figure emblématique de l'indépendance. En arrivant à La Mesa, París est accompagné d'un groupe de cent trente-cinq hommes. Plusieurs citoyens de Bogota, mis au courant de la position occupée par París à La Mesa, s'y rendent pour le soutenir et façonner ce que París nomme La Compañía de La Unión. París double le nombre de troupes dont il disposait et estime alors qu'il peut déjà prendre Bogota.
París commande la prise de Bosa le 22 novembre et de Las Cruces, donnant à Herrera le contrôle de deux entrées de la ville. Le commandant décide d'entrer à Bogota le 4 décembre avec l'arrivée des hommes sous le commandement de l'ancien président Mosquera, envoyant le général París à l'avant-garde du flanc oriental de la ville prendre les juridictions des paroisses de Santa Barbara et San Victorino. Les combats durent jusqu'à quatre heures du matin et se terminent par l'acte du capitaine Celestino París De la Roche, fils du général París, hissant le drapeau de l'Union sur la statue de Bolívar sur la place principale de la ville, qui donne le signal de la défaite du général Melo.
París prend le commandement de l'armée le 6 décembre après la mort du général Herrera. Le 12 du même mois, il cède le poste à l'ex-président Mosquera. Paris reçoit l'une des 32 médailles d'or destinées aux soldats vainqueurs de Bosa, médailles également données à ses fils Pedro María, Celestino, Fidel, José Manuel et Mariano París De la Roche, présents sur le champ de bataille, de sorte que le général de París a ensuite été comparé à un lion entouré des lionceaux. Le 17 décembre, le Congrès offre un dîner en l'honneur du président Obaldía et des généraux Mosquera, López et París, personnages qui sont couronnées de lauriers. Obaldía termine son mandat le 1er avril 1855 et est remplacé à la suite d'élections au Congrès par Manuel María Mallarino, qui exerce la présidence jusqu'en 1857, avec pendant la première année le général Joaquin Paris en tant que Designado presidencial, c'est-à-dire suppléant. 
Le 15 septembre 1958[réf. nécessaire], le général París est élu président du tout nouvel État fédéral de Cundinamarca, composée des provinces de Bogota, Neiva et Mariquita. París effectue la mise en place de l'État et considérant qu'il a accompli son devoir il démissionne le 4 novembre de la même année en faveur de l'ex-président Herrán[réf. nécessaire].

## Mort et hommages
La modestie de son caractère n'a jamais permis à París d'accéder aux honneurs à la hauteur de ses mérites, mais il a été décoré de l'Étoile des libérateurs du Venezuela, les médailles de Libérateur de Cundinamarca et de Quito, le buste du Libérateur Simon Bolívar et l'écu du Palacé et Calibío. 
Paris dut affronter la mort de sa fille Virginia, la première du nom, à l'âge seulement trois mois, de Célestin, victime du typhus en janvier 1855, Fidel, noyé dans le río Muzo en 1855 également. Sa femme Mariquita, est décédé le jour du nouvel an 1860, et José Vicente, comme indiqué plus haut. 
Joaquín París Ricaurte est mort dans son hacienda Peñas Blancas, située dans la municipalité de Mariquita, le 2 octobre 1868, à l'âge de 73 ans. Le président Gutiérrez a émis un décret d'honneur en sa mémoire. En 1895, ses fils ont décidé de déplacer ses cendres à Bogota pour les déposer dans un simple tombeau du cimetière central, ce à propos de quoi le gouvernement a protesté que la famille aurait dû être avisé du transfert, ayant ordonné la construction d'un monument digne du héros. 
Parmi les prix posthumes figurent la réalisation et l'installation d'une peinture à l'huile de son portrait dans le Musée National, la promotion 1962 des officiers de l'armée de la Colombie diplômés de l'Académie militaire a été baptisée de son nom, et l'installation en 1975 d'un buste du héros dans l'avenue Ciudad de Chile de Bogota qui fut détruit par une voiture piégée à l'époque du terrorisme. En 1969 son image a été choisie pour frapper les pièces de monnaie de cent pesos à l'occasion d'une édition commémorative du cent cinquantième anniversaire de l'indépendance, et son nom a été donné en 1989 par l'Armée nationale au bataillon d'infanterie aéroportée no 19 basé à San José del Guaviareavant d'être fusionné en 2007 avec un autre bataillon et de devenir le bataillon d'infanterie sylvestre No 19 « General José Joaquín Paris Ricaurte »,.